# Rosztov-na-Donu
Rosztov-na-Donu (oroszul:  Ростов-на-Дону ) avagy Doni-Rosztov Oroszország tizedik legnépesebb városa. Történelmi város a Don partján, fontos kulturális, oktatási, politikai, kereskedelmi és gazdasági központ, a Rosztovi terület székhelye.
Lakossága: 1 089 261 fő (a 2010. évi népszámláláskor).

## Fekvése
A Don jobb partján a folyó torkolatától mintegy 20 km-re terül el.

## Története
Doni-Rosztov környéke az itt végzett régészeti kutatások alapján már az ókorban is lakott hely volt, a város határától körülbelül 30 kilométerrel nyugatra állt egykor Tanaisz városa is.
A város újabb kori története Nagy Péter orosz cár 1695-96 évi azovi hadjáratához kapcsolódik. A cár figyelmét már ekkor felkeltette a későbbi város helyének előnyös elhelyezkedése.
A területen, a Tyemernyik (a Don mellékfolyója) torkolata közelében 1749-ben vámházat, kikötőt, raktárakat, helyőrségi laktanyát létesítettek. A mai város helyén Jelizaveta Petrovna cárnő uralkodása idején, 1761-ben nagy erődöt építettek, hogy védje az orosz kereskedelmi útvonalakat és az ország déli határát a kozákok és a krími tatárok betöréseitől. Miután a 18. század végére Oroszországnak sikerült kiszorítania a törököket a fekete-tengeri régióból, az erőd elvesztette katonai jelentőségét, és a vámszedési hellyel együtt hamarosan fontos kereskedelmi központtá vált. A kettő egyesítésével keletkezett település 1797-ben városi státuszt kapott, később kormányzósági székhely lett.
Doni-Rosztov kikötője a 19. századra Dél-Oroszország legfontosabb kereskedelmi központja és közlekedési csomópontja lett. A 19. század közepén kezdődött meg itt az ipari fejlődés. 1846-ban felépült a vasöntőde, majd létrejöttek a Harkov (1871), Voronyezs (1871) és Vlagyikavkaz (1875) közötti vasúti összeköttetések. Az ipari fellendülést a népesség gyors növekedése kísérte, a 19. század végére már 140 ipari vállalkozás létesült a városban. Az oroszországi déli kikötő volt az egyik legnagyobb átrakodási pont, különösen a gabona, a vasérc és a fa kivitelében.
Történelmileg Doni-Rosztov két részből áll: Rostov és Nahicsevan. Nahicsevan önálló város volt, melyet 1778-ban örmények alapítottak, akiket a Krímből II. Katalin költöztetett ide. A két város egykori határa a Színházi tér. Nahicsevan városrész ma is nagy örmény közösségnek ad otthont.
A városhoz tartozó területen három hadifogolytábor volt, ahol sok II. világháborús magyar fogoly éveket töltött el.[forrás?]

## Oktatás
A rosztovi egyetem (Déli Szövetségi Egyetem; Южный Федеральный Университет (ЮФУ)) Oroszország 3. legrégebbi egyeteme. Az egyetem elődjét eredetileg I. Sándor orosz cár alapította 1816-ban Varsóban, viszont amikor az első világháború idején, 1915-ben a német seregek Varsó felé közelítettek, akkor Rosztovba evakuálták az egyetemet. Jelenlegi formájában 2006 óta létezik, amikor is több intézménnyel összevonták, azóta pedig több mint 40 000 hallgatóval rendelkezik

## Gazdasági élet, közlekedés

### Gazdaság

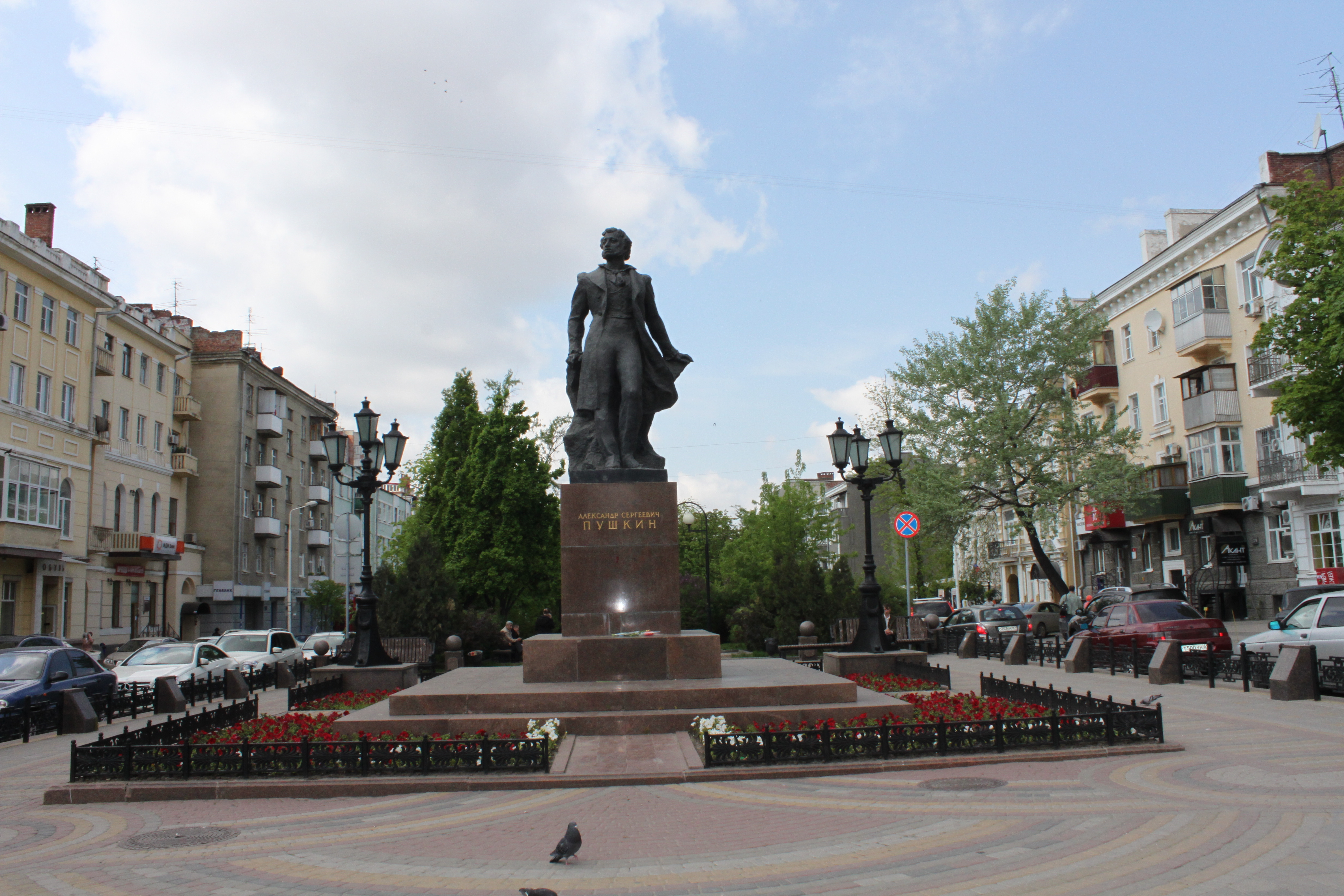
Puskin szobra a városban

A város gazdaságában meghatározó a nehézipar. Kiemelkedik a helikoptergyártás: a Rosztvertol vállalat gyártja a Mi–24 (Mi–35), Mi–26 és Mi–28, típusú helikoptereket. Fontos még a gépipar, fémfeldolgozó ipar (csapágygyártás) és kábelgyártás.
A városban van a Rosztszelmasz gyára, mely Oroszország legnagyobb kombájn- és traktorgyára.
Könnyűipara is jelentős: növényi olaj feldolgozás, dohányipar stb.

### Közlekedés
rosztovi repülőtér (IATA: ROV, ICAO: URRR) hivatalos nemzetközi repülőtér, amely képes minden forgalomban lévő repülőgéptípus fogadására. Naponta több járat köti össze Moszkvával és további orosz és európai városokkal.
Rosztov fontos folyami kikötő. A Donon és a Volgán keresztül elérhető a Kaszpi-tenger és közvetlen az Azovi-tenger és a Fekete-tenger is.

## Látnivalók
- Istenszülő születése székesegyház[7]
- Városháza

## Testvértelepülések
- Németország Dortmund
- Skócia Glasgow
- Bulgária Pleven
- Németország Gera
- Franciaország Le Mans
- Görögország Vólosz
- Finnország Kaiani
- Dél-Korea Csonzshu
- Törökország Antalya
- Örményország Jereván